# КАМАЗ-6540
КАМАЗ-6540 — российский автомобиль-самосвал, выпускается Камским автомобильным заводом (КАМАЗ) с 2001 года.

## Технические характеристики
- Колесная формула — 8 × 4 / 4
- Весовые параметры и нагрузки, а/м
  - Снаряженная масса а/м, кг — 12350
  - Грузоподъемность а/м, кг — 18500
  - Полная масса, кг — 31000
- Двигатель
  - Модель — КАМАЗ-740.62-280 (Евро-3)
  - Тип — дизельный с турбонаддувом, с промежуточным охлаждением наддувочного воздуха
  - Мощность кВт(л. с.) — 206(280) при 1900 об/мин
  - Максимальный крутящий момент Н·м — 1177 при 1250—1350 об/мин
  - Расположение и число цилиндров — V-образное, 8
  - Рабочий объём, л — 11,76
- Коробка передач
  - Тип — механическая, десятиступенчатая, модель 154
- Кабина
  - Тип — расположенная над двигателем, с высокой крышей
  - Исполнение — без спального места
- Колеса и шины
  - Тип колес — дисковые
  - Тип шин — пневматические, камерные
  - Размер шин — 11.00 R20 (300 R508)
- Самосвальная платформа
  - Объём платформы, м³ — 11
  - Угол подъёма платформы, град — 55
  - Направление разгрузки — назад
- Общие характеристики
  - Максимальная скорость, км/ч — 85
  - Угол преодол. подъёма, не менее, % — 25
  - Внешний габаритный радиус поворота, м — 10,5

## Изображения

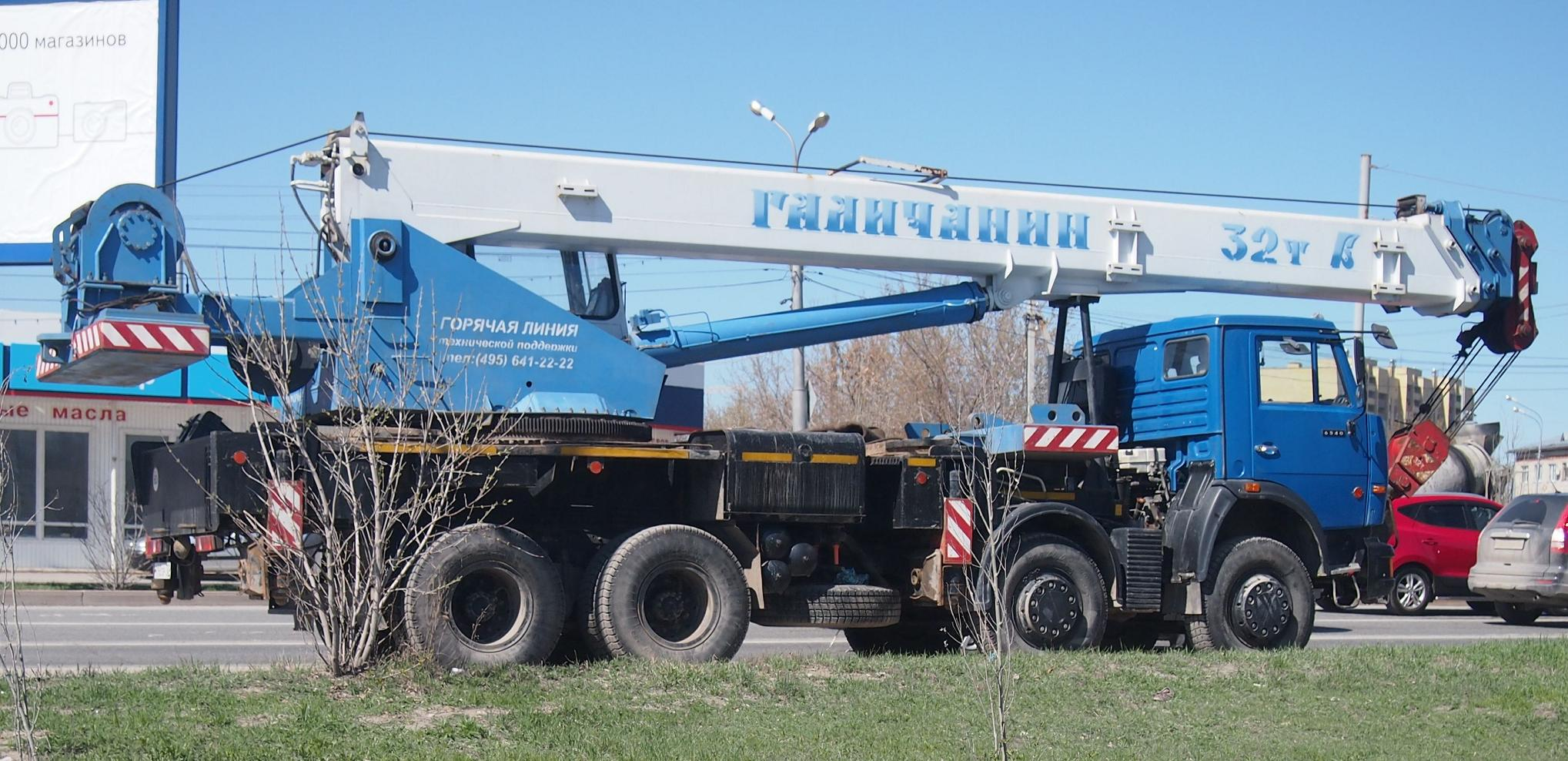
Автокран КС-55729 на шасси КАМАЗ-6540